# M84 (galaxie)
Pour les articles homonymes, voir M84.
Ne doit pas être confondu avec MI 84.

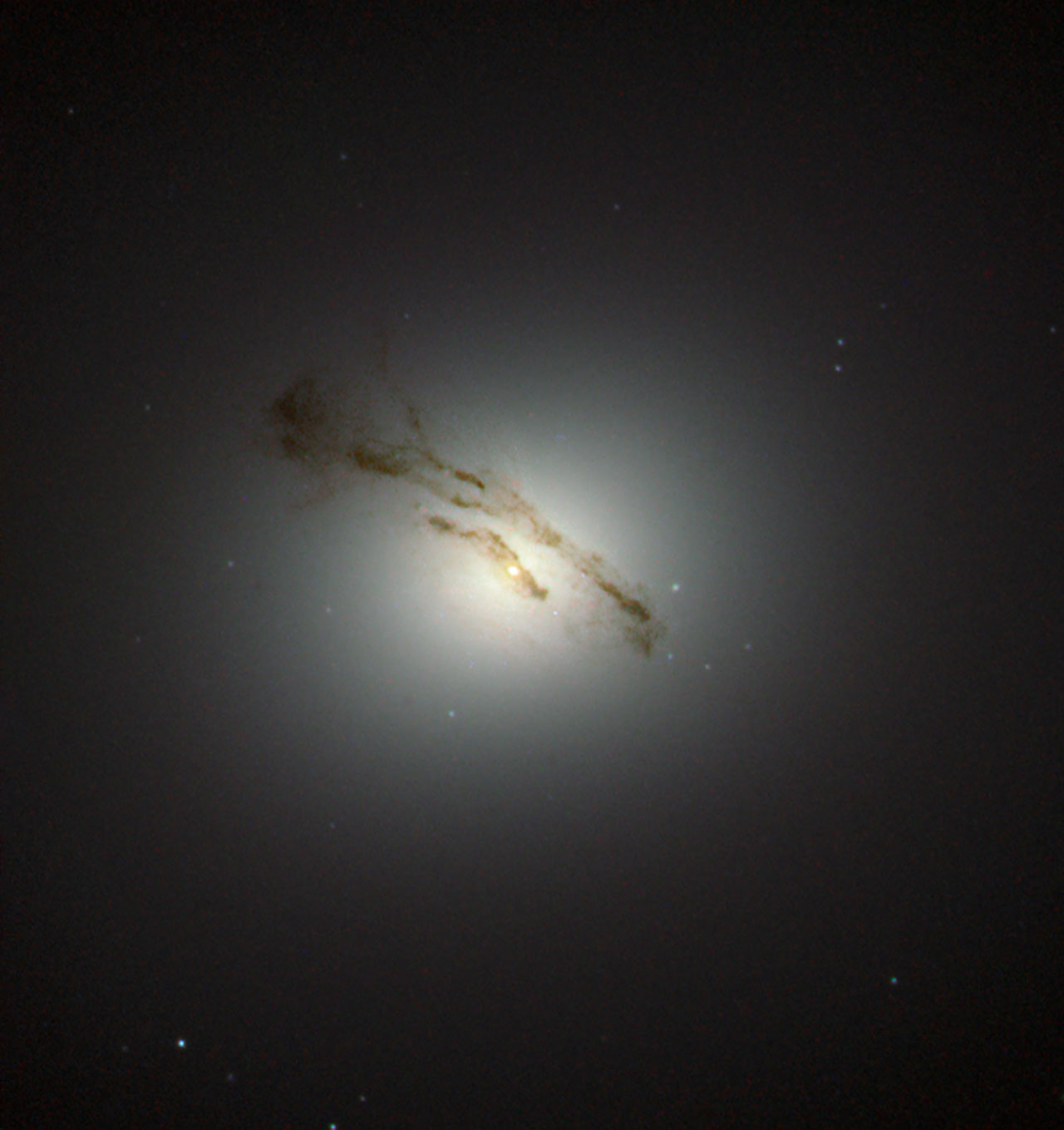
La galaxie elliptique M84 par le télescope spatial Hubble.

M84 (NGC 4374) est galaxie elliptique située dans la constellation de la Vierge. M84 a été découverte par l'astronome allemand Johann Gottfried Koehler en 1779. Charles Messier a observé la même galaxie le 18 mars 1781 et il l'a inscrite à son catalogue comme M84.

## Caractéristiques
M84 présente une large raie HI. C'est aussi une galaxie LINER, c'est-à-dire une galaxie dont le noyau présente un spectre d'émission caractérisé par de larges raies d'atomes faiblement ionisés.

### Distance
Sa vitesse par rapport au fond diffus cosmologique est de 1 348 ± 24 km/s, ce qui correspond à une distance de Hubble de 19,88 ± 1,43 Mpc (∼64,8 millions d'al).
À ce jour, 62 mesures non basées sur le décalage vers le rouge (redshift) donnent une distance de 16,966 ± 2,772 Mpc (∼55,3 millions d'al), ce qui est à l'intérieur des valeurs de la distance de Hubble. Cependant, cette galaxie, comme plusieurs de l'amas de la Vierge, est relativement rapprochée du Groupe local et on obtient souvent une distance de Hubble très différente, en raison de leur mouvement propre dans le groupe où l'amas où elles sont situées. Notons que c'est avec la valeur moyenne des mesures indépendantes, lorsqu'elles existent, que la base de données NASA/IPAC calcule le diamètre d'une galaxie.

### Galaxie de Seyfert
M84 est une galaxie active de type Seyfert 2 et une radiogalaxie à faible intensité d'excitation (LERG, low-excitation radio galaxy).

## Trou noir supermassif
Selon une étude réalisée auprès de 76 galaxies par Alister Graham en 2008, le bulbe central de M84 (NGC 4374) renferme un trou noir supermassif dont la masse est estimée à 4,64+3,46
 −1,83 × 108 {\displaystyle M_{\odot }}.
Selon une autre étude publiée en 2009 et basée sur la vitesse interne de la galaxie mesurée par le télescope spatial Hubble, la masse du trou noir supermassif au centre de M84 serait comprise entre 470 millions et 1,4 milliard de {\displaystyle M_{\odot }}.

## Amas globulaires
Selon une étude publiée en 2008 et basée sur les observations réalisées avec le télescope spatial Hubble, le nombre d'amas globulaires dans M84 (VCC 763 (Virgo Cluster Catalog) dans l'article) est estimé à 4 301 ± 1 201.

## Matière noire
La vitesse des amas globulaires dans le halo de NGC 4374 indique une fraction de son contenu en matière noire de (82 ± 6) % de sa masse à l'intérieur de cinq rayons effectifs.

## Supernova
Trois supernovas ont été découvertes dans M84 : SN 1957B, SN 1980I et SN 1991bg.

### SN 1957B
Cette supernova a été découverte le 23 avril 1957 conjointement par G. Romano à Treviso en Italie et par H.S. Gates à l'observatoire Palomar. Cette supernova était de type Ia.

### SN 1980I
Cette supernova a été découverte le 13 juin 1980 par un certain M. Rosker. Cette supernova était de type Ia-pec.

### SN 1991bg
Cette supernova a été découverte le 3 décembre 1991 par l'astronome japonaise Reiki Kushida. Cette supernova était de type Ia-pec.

## M84, la Chaîne de Markarian et les galaxies environnantes
M84 est l'une des huit galaxies de la chaîne de Markarian découverte par astronome soviétique et arménien Benjamin Markarian. Ces galaxies sont disposées sur un arc de cercle parmi plusieurs galaxies. Markarian a découvert qu'elles étaient animées d'un mouvement commun.

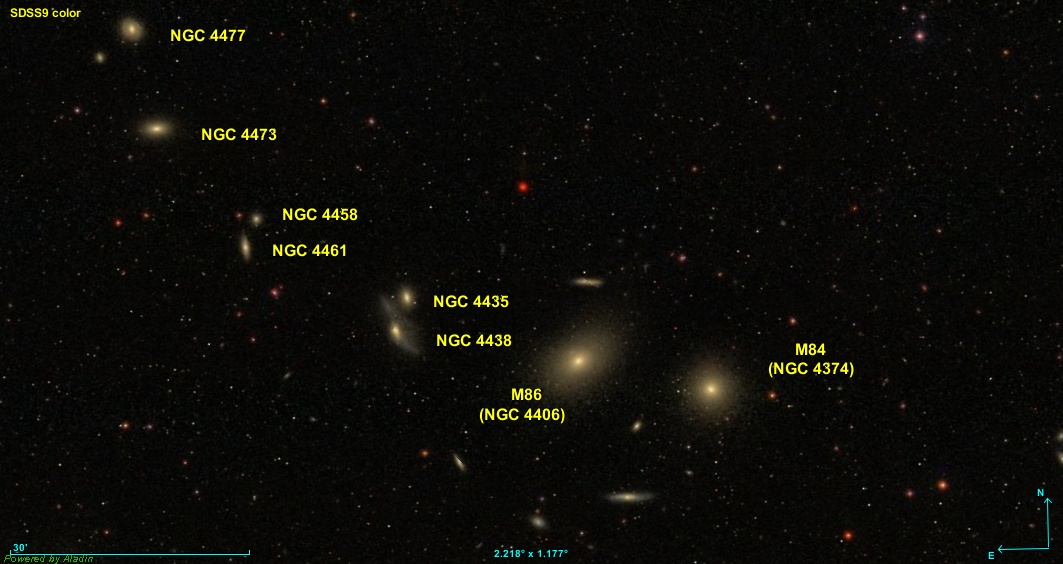
Les huit galaxies de la chaîne de Markarian.
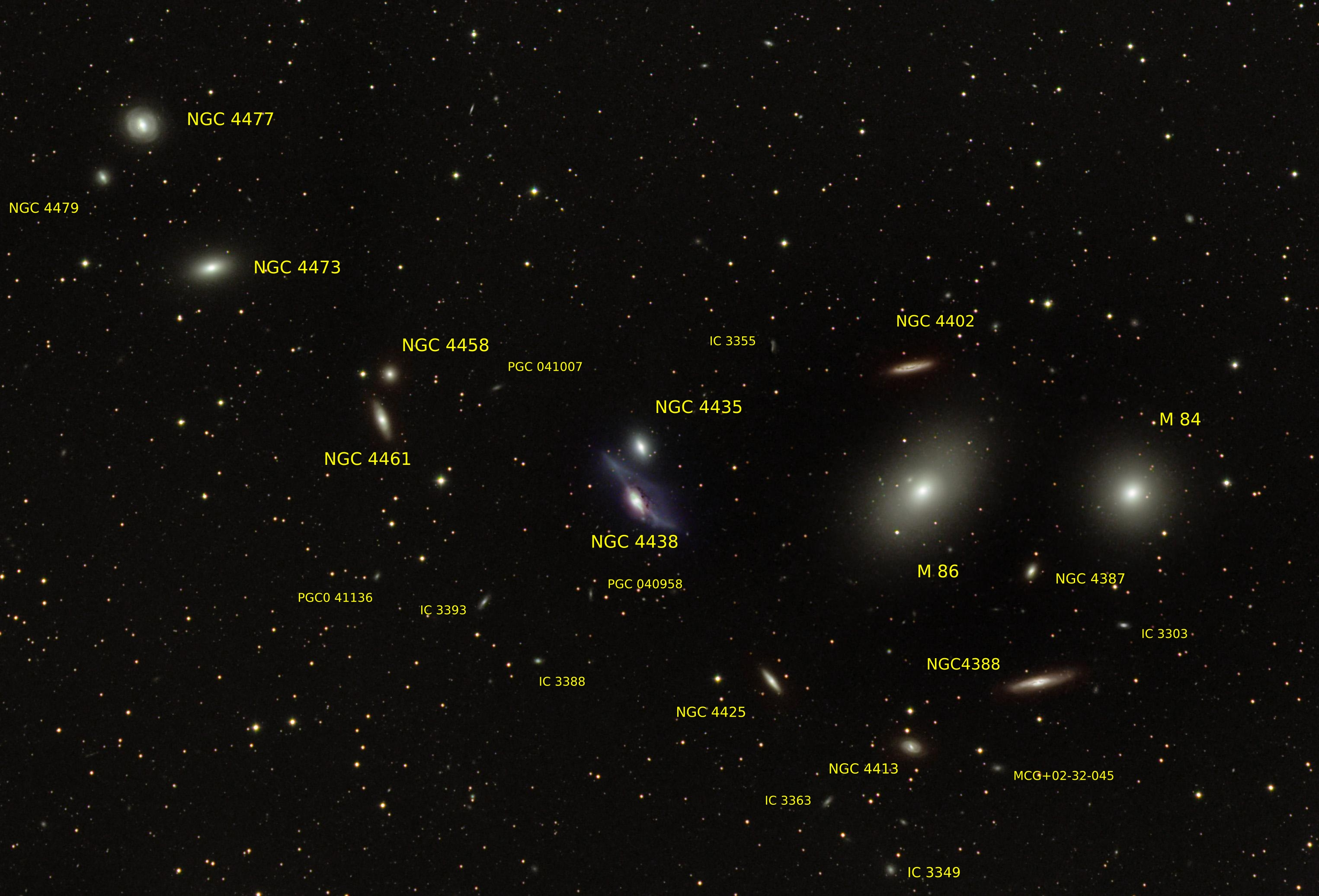
Plusieurs galaxies ne faisant pas partie de la chaîne de Markarian sont situées à proximité. Certaines de ces galaxies font partie de l'amas de la Vierge.

## M84, une radiogalaxie
Des observations en lumière visible par le télescope spatial Hubble et également en ondes radio ont révélé la présence de deux jets de matière provenant du centre de la galaxie et du disque d'accrétion en rotation rapide autour du trou noir supermassif central. Selon ces observations, la masse de ce trou noir serait de 1,5 milliard de masses solaires, soit plus de trois fois la valeur obtenue par Alister Graham.

## Groupes de M49, de M60 et l'amas de la Vierge

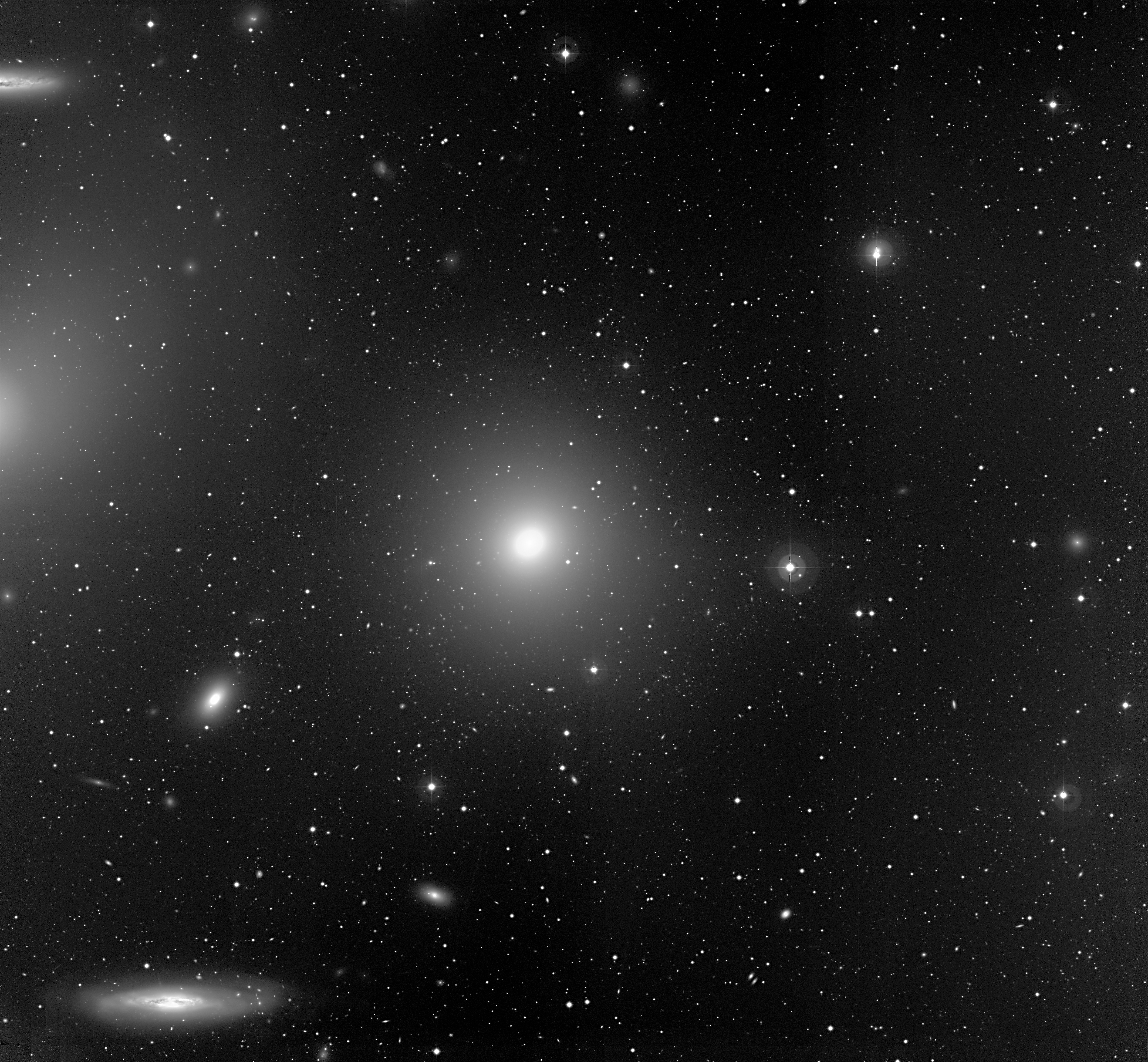
Champ céleste à proximité de certaines des galaxies les plus brillantes de l’amas de la Vierge.

Selon A.M. Garcia, M84 (NGC 4374 dans l'article) est une des nombreuses galaxies du groupe de M49 (127 au total), qu'il a décrit dans un article publié en 1993. On retrouve dans cette liste 63 galaxies du New General Catalogue dont NGC 4382 (M85), NGC 4472 (M49), NGC 4649 (M60) ainsi que 20 galaxies de l'Index Catalogue.
D'autre part, M84 (NGC 4374 dans l'article) apparait aussi dans une liste de 227 galaxies d'un article publié par Abraham Mahtessian en 1998. Cette liste comporte plus de 200 galaxies du New General Catalogue et une quinzaine de galaxies de l'Index Catalogue. On retrouve dans cette liste 10 autres galaxies du Catalogue de Messier, soit M49, M58, M60, M61, M85, M87, M88, M91, M99 et M100.
Toutes les galaxies de la liste de Mahtessian ne constituent pas réellement un groupe de galaxies. Ce sont plutôt plusieurs groupes de galaxies qui font tous partie d'un amas galactique, l'amas de la Vierge. Pour éviter la confusion avec l'amas de la Vierge, on peut donner le nom de groupe de M60 à cet ensemble de galaxies, car c'est l'une des plus brillantes de la liste. L'amas de la Vierge est en effet beaucoup plus vaste et compterait environ 1 300 galaxies, et possiblement plus de 2 000, situées au cœur du superamas de la Vierge, dont fait partie le Groupe local,.
De nombreuses galaxies de la liste de Mahtessian se retrouvent dans onze groupes décrits dans l'article d'A.M. Garcia, soit le groupe de NGC 4123 (7 galaxies), le groupe de NGC 4261 (13 galaxies), le groupe de NGC 4235 (29 galaxies), le groupe de M88 (13 galaxies, M88 = NGC 4501), le groupe de NGC 4461 (9 galaxies), le groupe de M61 (32 galaxies, M61 = NGC 4303), le groupe de NGC 4442 (13 galaxies), le groupe de M87 (96 galaxies, M87 = NGC 4486), le groupe de M49 (127 galaxies, M49 = NGC 4472), le groupe de NGC 4535 (14 galaxies) et le groupe de NGC 4753 (15 galaxies). Ces onze groupes font partie de l'amas de la Vierge et ils renferment 396 galaxies. Certaines galaxies de la liste de Mahtessian ne figurent cependant dans aucun des groupes de Garcia et vice versa.